# Pedro Stark
Pedro Crispino Stark Troncoso (Los Ángeles, 10 de agosto de 1918 - ibidem, 5 de junio de 1999) fue un contador y político chileno, miembro del Partido Demócrata Cristiano. 

## Primeros años de vida
Nació en Los Ángeles, fue hijo de Ernesto Stark Frenzel y Rosa Amelia Troncoso Pincheira. Realizó sus estudios primarios en la Escuela Pública de Los Ángeles y los secundarios en el Liceo de Hombres de la misma ciudad. Más tarde cursó estudios de educación técnica superior en Contabilidad.
Se casó con Raquel Ortega Ferreira y tuvieron 4 hijos, dos hombres y dos mujeres, entre sus hijos se cuenta a Teresa Stark Ortega, exconcejala y exalcaldesa de Los Ángeles.

## Vida política
Inició sus actividades políticas al integrarse a la Falange Nacional. En 1938 fundó este movimiento en Los Ángeles y en la provincia de Biobío. También colaboró en la fundación de la Falange Nacional en la Provincia de Malleco, Angol y otras ciudades del sur del país.
En representación de su partido fue elegido regidor de Los Ángeles en las elecciones municipales de 1950, ejerciendo hasta 1956. Este último año fue elegido alcalde de Los Ángeles al obtener una holgada primera mayoría en las elecciones municipales. Desempeñó este cargo hasta el 3 de marzo de 1961. En el ejercicio de sus funciones dio inicio a la modernización del municipio incorporando vehículos y maquinaria a las labores comunales como la extracción de basura, el matadero municipal y obras de vialidad urbana. También creó la contraloría comunal. A raíz del terremoto de 1960, le cupo la responsabilidad de planificar y construir grandes obras urbanas aplicando el primer Plano Regulador de Los Ángeles.
En el año 1957 pasó a formar parte del Partido Demócrata Cristiano, donde ocupó los cargos de director y presidente comunal de Los Ángeles y el de presidente provincial de Biobío.
En las elecciones parlamentarias de 1961 resultó elegido diputado periodo 1961 a 1965, por la Decimonovena Agrupación Departamental "Laja, Mulchén y Nacimiento". Integró la Comisión Permanente de Gobierno Interior.
En las elecciones parlamentarias de 1965 fue nuevamente electo diputado período 1965 a 1969, por la misma Agrupación Departamental. Ocupó la segunda vicepresidencia de la Cámara de Diputados entre el 11 de julio de 1967. Integró la Comisión Permanente de Economía y Comercio, de la que fue su presidente. Fue también miembro suplente del Comité Parlamentario Demócrata Cristiano entre 1964 y 1965 y del Grupo Interparlamentario en 1965.
En elecciones parlamentarias de 1969 fue elegido diputado período 1969 a 1973 por la Decimonovena Agrupación Departamental "Laja, Mulchén y Nacimiento". Ocupó la segunda vicepresidencia de la Cámara entre el 4 de junio al 9 de septiembre de 1969. Integró la Comisión Permanente de Integración Latinoamericana.
Formó parte de varias agrupaciones de oposición a la dictadura militar de Augusto Pinochet, como el Proyecto de Desarrollo Nacional, la Alianza Democrática, el Comité por Elecciones Libres y la Concertación de Partidos por la Democracia. En 1987 fue elegido presidente de la Alianza Democrática y con el retorno de la democracia, tuvo una activa participación en el Partido Demócrata Cristiano en la comuna de Los Ángeles. Falleció en su ciudad natal el 5 de junio de 1999.

## Historial electoral

### Elecciones parlamentarias de 1973
- Elecciones parlamentarias de 1973 para la 19ª Agrupación Departamental de La Laja, Nacimiento y Mulchén[3]